# Hirotaka Suzuoki
Hirotaka Suzuoki (鈴置 洋孝 Suzuoki Hirotaka?,  Nagoya, Aichi, 6 de marzo de 1950 - Suginami, Tokio, 6 de agosto de 2006) fue un seiyū y actor japonés. afiliado a Ken Production. Suzuoki se graduó de la Universidad Keizai de Tokio.
Era conocido por sus roles en las series de anime Mobile Suit Gundam como Bright Noa, Saint Seiya como Shiryu, Captain Tsubasa como Kojiro Hyuga, Dragon Ball como Ten Shin Han, Pokémon como Sakaki (conocido internacionalmente como Giovanni), Ranma ½ como Tatewaki Kuno y Rurouni Kenshin como Hajime Saito. También fue el doblador japonés oficial de Tom Cruise y John Travolta.
El 6 de agosto de 2006, Suzuoki murió a la edad de 56 años de cáncer de pulmón.

## Carrera
Su característica voz le dio una vasta popularidad en el mundo del anime, y durante toda su carrera estuvo afiliado a Ken Production, donde le dio la voz a varios personajes de diversas series de animación. Su debut como seiyū se produjo en 1978 con el anime Invincible Steel Man Daitarn 3.
Suzuoki era el mejor amigo del también seiyū Tōru Furuya, con quien coprotagonizó varias series anime. Irónicamente, Suzuoki sentía que el personaje de Dragon Ball de Furuya, Yamcha, se asemejaba más a su propia personalidad en lugar de Ten Shin Han, a quien Suzuoki interpretaba.

## Muerte
Suzuoki era un ávido fumador y bebedor. En julio de 2006, se le diagnosticó cáncer de pulmón. Fue hospitalizado y medicado, pero en la mañana del 6 de agosto de 2006 su salud empeoró y murió poco después, a la edad de 56 años. Sus papeles fueron reemplazados por otros actores de voz. Su último rol fue en la película Mobile Suit Z Gundam: III Love is the Pulse of the Stars donde encarnó a Bright Noa.

## Filmografía

### Anime/Películas
- Ashita no Joe 2 (Guerrilla y Matsuki)
- Banner of the Stars (Dubeusec)
- Captain Tsubasa (Kojiro Hyuga)
- Crest of the Stars (Dubeusec)
- Cyber Team in Akihabara (Washu Ryugasaki)
- Tekkaman Blade (Chief Freeman)
- Dragon Ball (Tenshinhan)
- Dragon Ball Z (Tenshinhan)
- Dragon Ball GT (Wû Xing Lóng (Dragón de cinco estrellas)
- Fist of the North Star 2 (Shachi)
- Genesis Climber Mospeada (Yellow Belmont)
- Kiddy Grade (Dextera)
- Magical Taruruuto-kun (Neezou Zakenja)
- Mobile Suit Gundam series (Bright Noa)
  - Mobile Suit Gundam
  - Mobile Suit Zeta Gundam
  - Mobile Suit Gundam ZZ
  - Mobile Suit Gundam: Char's Counterattack
- Milllenium Actress (Junichi Ōtaki)
- Naruto: Dai katsugeki! Yuki Hime Shinobu Hōjō Dattebayo!! (Nadare Roga)
- Pokémon (Sakaki (Giovanni)) (temps. 1-9)
- Ranma ½ (Tatewaki Kuno)
- The Super Dimension Fortress Macross (Lynn Kai-fun)
- Rock Man X5-X7 (Signas)
- Rock Man X7 (Splash Wafly)
- Rurouni Kenshin (Saitō Hajime)
- Sailor Moon Sailor Stars (Yuji Kayama/Sailor Guts)
- Saint Seiya (Dragon Shiryu)
- Sakigake!! Otokojuku (Omito Date)
- Sei Jūshi Bismarck (Japanese Version of Saber Rider and the Star Sheriffs)' (Perios - Versión Japonesa de Jesse Blue)
- Sengoku Majin Goshogun (Hojo Shingo)
- Slam Dunk the Movie (Tatsumasa Oda)
- Space Battleship Yamato III (Kojirou Ohta)
- Super Dimensional Cavalry Southern Cross (Dess)
- Super Dimensional Century Orguss (Olson D. Vern)
- Steel Angel Kurumi (Dr. Ayanokouji)
- Transformers (Starscream, Powerglide, Slingshot, Devcon)
- Invincible Steel Man Daitarn 3 (Haran Banjou)
- Trigun (Chapel the Evergreen)

### OVAs
- Legend of the Galactic Heroes (Ivan Konev and Ruppert Kesserlink)
- Prefectural Earth Defense Force (Kamir Santin)
- Urotsukidoji (Tatsuo Nagumo)
- Video Girl Ai (Ai's creator)
- Fatal Fury 2: The New Battle (Wolfgang Krauser)
- JoJo's Bizarre Adventure (Noriaki Kakyoin)
- Virus Buster Serge (Raven)
- Urusei Yatsura (Inaba)
- Blue Submarine 6 (Yuri Malakofsky)
- Saint Seiya chapter sanctuary (Dragon shiryu)

### Tokusatsu
- Denji Sentai Megaranger (Yugande)

### Videojuegos
- Growlanser III: The Dual Darkness (Viktor Hugo)
- Super Robot War/Scramble series (Bright Noa, plus the characters listed in series below)
  - Super Robot Wars F Series: Haran Banjou, Shingo Hojo
  - Super Robot Wars Alpha Series: Acorse, Haran Banjou, Shingo Hojo
  - Super Robot Wars MX: Taiha
- Mobile Suit Gundam Series (Bright Noa)
- Rurouni Kenshin: Enjou! Kyoto Rinne (Saitō Hajime)
- Various Dragon Ball games (Tenshinhan)
- JoJo's Bizarre Adventure (Noriaki Kakyoin)
- Another Century's Episode Series (Bright Noa)

Nota: Para Another Century's Episode 3, que fue producido después de la muerte de Hirotaka Suzuoki, se rehusó que la voz fuera grabada en A.C.E.1 (que se convirtió en el primer título en incluir la voz de Bright después de la muerte de Hirotaka Suzuoki), es actualmente el primer juego que usara a Bright Noa con su voz pregradaba. Es una tradición de Banpresto de que los personajes con sus actores de voz fallecidos continuarán usando las voces originales en vez de poner una voz nueva, se cree que en futuras producciones en las que salgan Bright Noa y Haran Banjou continuarán usando su voz grabada.

### Doblaje
- Tom Cruise
  - Misión Imposible, Misión: Imposible II, Entrevista con el vampiro, Far and Away, Days of Thunder (TBS edition), A Few Good Men
- Mel Gibson
  - Lethal Weapon 1 and 2 (TBS edition), Mad Max 2: The Road Warrior (TBS edition)
- John Travolta
  - Pulp Fiction (DVD edition)
- Cop Land: Ray Liotta (Nippon Television Friday Roadshow)
- Speed 2: Cruise Control (October 14, 2000 Fuji TV Golden Western Theater)
- Child's Play: Chucky (Charles Lee Ray)
- Bad Boys II: Johnny Tapia (Jordi Mollà)
- Forrest Gump: Gary Sinise (March 11, 2003 Fuji TV Golden Western Theater)
- Mary Shelley's Frankenstein: Kenneth Branagh (October 27, 1996 TV Sunday Western Theater)
- The Living Daylights: Timothy Dalton (TV Tokyo Thursday Western Theater)
- Scarface: Manny Ray (Steven Bauer)